# Leah O'Brien
Leah O'Brien, född den 9 september 1974 i Garden Grove, Kalifornien, är en amerikansk softbollspelare.
Hon tog OS-guld i samband med de olympiska softboll-turneringarna 2000 i Sydney.
Hon återupprepade denna bedrift fyra år senare i Aten.